# 反齿蛹纳螺
反齿蛹纳螺（学名：Pupopsis retrodens），舊作后齿蛹螺，为艾纳螺科蛹纳螺属的动物。

## 分佈
分布于俄罗斯以及中国大陆的新疆、西北其他省区等地，生活环境为陆地，主要栖息于丘陵山麓坡地潮湿的草丛中、石块落叶下以及石土缝隙中。

## 外部連結
- 維基物種上的相關：反齿蛹纳螺